# Gobernador general de Jamaica
El Gobernador General de Jamaica es el representante oficial de la persona que ostenta el título de rey o reina de Jamaica, que en la actualidad es el rey Carlos III del Reino Unido.
El rey nombra al Gobernador General de Jamaica tras consultar con el primer ministro de Jamaica para que sea su representante en el país. En realidad, ni el rey británico ni el Gobernador General tienen ningún tipo de autoridad real en la dirección de la administración del país, si bien oficialmente mantienen poderes de reserva bajo la Constitución de Jamaica que les permitirían asumir el control del gobierno de la nación en caso de estado de emergencia. El verdadero poder ejecutivo y el legislativo recaen en los representantes electos del pueblo.
El Gobernador General representa al rey en las ocasiones ceremoniales, como la apertura del Parlamento, así como en la entrega de condecoraciones y en las marchas militares. La Constitución le otorga poder para actuar en una serie de cuestiones concretas, como elegir y disciplinar a los oficiales del servicio civil, prorrogar el mandato del Parlamento y algunas cuestiones más, aunque en muy pocos casos tiene poder para actuar bajo su entera discreción.

## Lista de Gobernadores Generales desde 1962
- Sir Kenneth Blackburne (6 de agosto–30 de noviembre de 1962)
- Sir Clifford Campbell (1 de diciembre de 1962–2 de marzo de 1973)
- Sir Herbert Duffus (2 de marzo–27 de junio 1973) (en funciones)
- Sir Florizel Glasspole (27 de junio de 1973–31 de marzo de 1991)
- Edward Zacca (31 de marzo–1 de agosto 1991) (en funciones)
- Sir Howard Cooke (1 de agosto de 1991–15 de febrero de 2006)
- Sir Kenneth O. Hall (15 de febrero de 2006–26 de febrero de 2009)
- Sir Patrick Allen (26 de febrero de 2009–presente)